# Geist & Gehirn
Geist & Gehirn, auch Geist und Gehirn oder Reine Nervensache: Geist & Gehirn war eine wöchentliche Fernsehsendung von Manfred Spitzer, die auf BR-alpha ausgestrahlt wurde. Die Sendung beschäftigte sich mit den neuesten Erkenntnissen aus der Gehirnforschung. Neben medizinischen Hintergründen wurden auch psychologische Aspekte behandelt. Von insgesamt zwölf Staffeln mit 194 Folgen zu je fünfzehn Minuten sind bisher elf Staffeln auf neun DVDs erschienen.

## Hintergrund
Der Neurowissenschaftler Spitzer, Direktor der psychiatrischen Universitätsklinik in Ulm, vermittelte in seinen Sendungen einen Einblick in die Tiefen unseres Denkapparates. Er erklärte wie unser Gehirn funktioniert, wie es lernt, wie Wahrnehmung und Denken zusammenhängen oder wie sich menschliche Gefühle auswirken.

„Das Gehirn ist mit Abstand unser spannendstes Organ und auch unser kompliziertestes Organ. Man sagt ja oft, das Gehirn sei das komplizierteste Stück Materie, das es im Universum überhaupt gibt.“

## Staffeln (Übersicht)
- Staffel 1 (13 Folgen): Ein halbes Gehirn • Karten im Kopf • Sehen • Gedächtnisspuren • Baby im Bauch • Höhere Karten • Sucht und Bewertung • Vom Bewerten zum Wert • Einzelnes • Lernen im Schlaf • Weise im Alter • Erfahrung • Aufmerksamkeit.[2]

- Staffel 2 (13 Folgen): Bilder des lebendigen Geistes • Tun Gefühle weh? • Ultimatum-Spiel • Stress • Neuronen wachsen • Anlage und Umwelt • Depression • Kindheitstrauma • Missbrauch und Depression • Ethik und Scanner • Vom Wackeln zum Hören • Musik im Kopf • Musik mit Gefühl.[3]

- Staffel 3 (13 Folgen): Falsche Erinnerungen • Macht Fernsehen dick? • Frontalhirn an Mandelkern • Wahrnehmen beim Autofahren • Das Gehirn beim Autofahren • Kinder lernen schnell • Neuronen rechnen • Vektoren im Kopf • Gewolltes Vergessen • Vorurteile im Kopf • Magnetstimulation • Navigation im Gehirn • Therapie mit Magnetfeldern.[4]

- Staffel 4 (13 Folgen): Landschaft • Angst auf der Osterinsel • Neugier • Vertrauen • Mozart-Effekt? • Stimme • Sprechen und Singen • Aufmerksamkeit • Die Farbe Rot • Assoziationen • Denkstörungen • Die Tonleiter • Harmonie.[5]

- Staffel 5 (13 Folgen): Großmutterneuronen • Spiegelneuronen • Empathie und Schadenfreude • Polizei bei Affen • Gehirn an der Börse • Pillen fürs Lernen? • Pillen fürs Vergessen • Die innere Uhr • Schichtarbeit und Jetlag • Eulen und Lerchen • Spinnen, Schlangen und Fremde • Gehirnentwicklung • Entwicklung und Lernen.[6]

- Staffel 6 (13 Folgen): Babys lernen ganzheitlich • Fernsehen und Bildung • Fernsehen in der Jugend? • Bruttosozialglück • Glück messen • Geld, Glück, Gesundheit • Glück im Gehirn • 800 Jahre Psychotherapie • Zwillingsforschung • Gene für Gott? • Neurofeedback • Flow im Gehirn • Strafandrohung.[7]

- Staffel 7 (13 Folgen): Geben seliger denn Nehmen • Namen: Schall und Rauch? • Kleine Gedanken • Entscheidungen aus dem Bauch • Unbewusste Kreativität • Sie SIND Ihr Gehirn • Gesichtszüge und Todesstrafe • Gesichter und Namen • Mutter-Kind-Beziehung • Emotionen: Gut und schlecht • Wein und Musik • Neuronen fürs Entscheiden • Gehirnforschung zum Weihnachtsfest.[8]

- Staffel 8 (15 Folgen): Liebesbriefe • Liebe • Positiv Lernen • Gefahr durch Handys? • Atlanta und Swasiland • Entscheiden mit Mandelkern • Gehirnforschung für die Schule • Sind die Hormone schuld? • Was ist Intelligenz? • Multiple Intelligenzen? • Erinnerungen • Ereignisse, Geschichten, Erinnerungen • Unbewusste Logik • Denken: schnell gut drauf • Normierung fürs Gehirn.[9]

- Staffel 9 (16 Folgen): Einkaufszentren • Das Gute • Das Schöne • Wahrheit • Freiheit – Eine gute Idee • Heim oder Familie • Baby – Fernsehen? • Beobachtet werden • Aktives Vergessen • Meditation • Mord im Namen Gottes? • Gleichheit • Hand- und Gehirnentwicklung • Schwaches Geschlecht – starkes Geschlecht • Geist im Tierreich • Unbewusste Motivation.[10]

- Staffel 10 (16 Folgen): Finanzkrise im Kopf • Dreck am Stecken • Altern in der Arbeitswelt • Fairness & Serotonin • Soziale Wärme • Spielen: Von Schiller zum Neuronenwachstum • Geist in Bewegung • Sexuelle Prägung • Graffiti bahnt Probleme • Kreativität im Unbewussten • Aufklärung 2.0 • Länger leben: Schlau und verlässlich • Kindergarten und Mathematik • Musik macht schlau • Muster im Nebel • Gott und Gemeinschaft.[11]

- Staffel 11 (31 Folgen): Jahrzehnt des Geistes • Die Farben des Denkens • Winnenden und die Wissenschaft • Mädchen und Mathematik • Ja, ich kann! • Selbstkontrolle • Sei stolz darauf! • Positiv länger leben • Theater mit Kindern • Laufen macht schlau • Kontrolle üben • Die Mondtäuschung • Schmerzensgeld • Gestalt-Gesetze • Handlungswissen • Mehrsprachigkeit • Sucht nach Hunger • Multitasking • Ethik im EEG • Orientierung in Sanskrit • Aufmerksamkeitsstörung • Warum wir in Fettnäpfchen treten • Liebe und Sex, der Wald und die Bäume • Neugier • Computer und Mathematik • Natur und Gemeinschaft • Mörder in der Psychiatrie? • Verrückt nach Spielen • Mit Bildung aus der Krise • Schwierige Kinder • Reizbarkeit.[12]

- Staffel 12 (25 Folgen): Geist ohne Geist aber mit Dampf? • Die Wahrheit in der Täuschung • Einfälle – wer oder was steuert sie? • Aschenputtel als Flugsimulator • Die Weisheit des Körpers • Das Gehirn beim Nichtstun • Unbewusste Kindheit • Das Gute ist oben • Unbewusstes Lernen • Digitale Demenz • Die Wissenschaft vom Flirten • Küssen, rein wissenschaftlich • Hormone zur Hochzeit • Emotionskontrolle • Burnout • Dopamin und Käsekuchen • Emotionen, Gehirn- und Gruppengröße • Macht und Korruption • Geistesabwesend • Problem Belohnung • Das Gehirn neuer Mütter • Der Blues frischer Väter • Familie, Gemeinschaft und Gesellschaft • Kreativität und Improvisation • Gemeinsam improvisieren.[13]